# Municipi de Garmen
El municipi de Garmen (búlgar: Община Гърмен) és un municipi búlgar pertanyent a la província de Blagòevgrad, amb capital a la ciutat homònima. Es troba al sud-est de la província. És un municipi rural, que es compon de 16 viles. El centre administratiu és Garme, però la ciutat més poblada és Ribnovo.
L'any 2011 tenia 14.981 habitants.